# 7324-es mellékút (Magyarország)
A 7324-es számú mellékút egy 21 kilométeres hosszúságú, négy számjegyű mellékút Veszprém vármegye nyugati részén; két járási székhely, Devecser és Sümeg összekötését biztosítja az útjába eső települések feltárásával.

## Nyomvonala
A 8-as főútból ágazik ki, annak 92+200-as kilométerszelvénye közelében, Devecser közigazgatási területén, a város északi szélén, déli irányban indulva. A kereszteződés ellenkező oldalán észak felé ugyanitt indul a 8402-es út, Noszlopon át Pápa felé. Kezdeti szakaszán az út rögtön keresztezi a MÁV 20-as számú Székesfehérvár–Szombathely-vasútvonalának vágányait, Devecser vasútállomás keleti széle közelében, majd alig 100 méterrel a kezdőpontja után kiágazik belőle nyugat-északnyugat felé az állomásig vezető, szűk 400 méteres 73 315-ös út (települési nevén Vas utca).
A folytatásban elhalad az Esterházy-kastély parkja, majd maga a kastély mellett – itt a neve Pápai utca –, majd a kastély után egy rövid szakaszon a Kossuth Lajos utca nevet veszi fel. Kicsivel az első kilométere előtt beletorkollik kelet-északkelet felől a 7339-es út, Ajka és Kolontár felől, 12,5 kilométer megtétele után, itt a Hősök tere nevet veszi fel. Alig 100 méterrel arrébb kiágazik belőle a 7322-es út Somlóvásárhely felé, majd újabb 100 méter után a 7317-es út is, Pusztamiske-Nyirád-Tapolca irányába. A belvárosi szakaszán a 7324-esnek több irányváltása is van, de ezután a kereszteződés után délnyugat felé fordul és nagyjából ebben az irányban halad tovább, Sümegi utca néven. 2. kilométere előtt hagyja el Devecser utolsó házait, és a 6. kilométerénél lép ki teljesen a kisváros területéről.
Nemeshany a következő települése, melynek lakott területét kevéssel a 7. kilométere előtt éri el. Itt nyugat felé húzódik, végig Petőfi Sándor utca néven, egészen a falu nyugati széléig, ahol kiágazik belőle a 73 153-as út (ez a zsákfalunak számító Bodorfa központjába vezet, ahol kevéssel a második kilométere előtt ér véget), majd délnyugatnak fordul. Kicsivel arrébb az út már Káptalanfa területén jár: a település lakott területét a 9. kilométere táján éri el és 10,3 kilométer után lép ki onnan.
11,6 kilométer teljesítését követően éri el Gyepükaján határát, ott egy darabig a két település határvonalán halad, majd a 12. kilométertől teljesen ez utóbbi község területén fut; 12+500-as kilométerszelvénye körül éri el a központját és nem sokkal később el is hagyja a falu házait. A nyugati határszélen Hobajmajor településrész mellett húzódik, de nem sokkal ezután, a 14+600-as kilométerszelvénye körül át is lép a következő település, Csabrendek területére.
Csabrendek északi határszélén, a 14+800-as kilométerszelvénye táján kiágazik belőle északnyugat felé a 7325-ös út, amely Veszprémgalsa és Zalaszegvár érintésével a már Vas vármegyéhez tartozó Nemeskeresztúrig húzódik. Csabrendek lakott területét 16,4 kilométer körül éri el az út, majd 18,5 kilométer megtétele után kilép a házai közül, a 19. kilométerénél pedig már Sümeg külterületén jár.
A 20+200-as kilométerszelvénye körül körforgalmú csomóponttal keresztezi a 84-es főutat, amely itt a 23+800-as kilométerszelvényénél jár, majd továbbhalad dél-délkelet felé, Rendek útja néven (ez a szakasza a 84-es sümegi elkerülőjének átadása előtt a főút része volt). Ezen a néven ér véget egy újabb körforgalomban, ami egyben a délnyugat felé induló, Zalaegerszegre vezető 7328-as út kezdőpontja is. Folytatása a város központi részén önkormányzati útnak minősül.
Teljes hossza, az országos közutak térképes nyilvántartását szolgáló kira.gov.hu adatbázisa szerint 21,009 kilométer.

## Települések az út mentén
- Devecser
- Nemeshany
- Káptalanfa
- Gyepükaján
- Csabrendek
- Sümeg

## Története
Az útvonal története bizonyosan több évszázadot ölel fel. Zala vármegye 1831. évi útkönyve szerint az utat körmendi, illetve gráci postaútnak nevezték, Devecser és Káptalanfa közötti szakasza új postaútként 1815-ben készült el, „midőn somlyóvásárhelyi és nagyvázsonyi két posták helyett Devecserben eggyététettek. E következendő helységeken megy keresztül: Hany ... Káptalanfa ... Kaján és Gyepü ... Sümeg.”

## Hídjai
Három jelentősebb hídja van, ezek az alábbiak:
- a devecseri Torna-patak-híd, amely a korábban itt állt régi híd átépítésével épült meg 1960-61-ben, a 0+183 kilométerszelvényében;
- a Káptalanfa-Nemeshany közötti Sáros-patak-híd a 8+964 kilométerszelvényében, ez 1974-ben épült meg;
- Gyepükaján határában a Melegvíz-patak-híd a 11+192 kilométerszelvényében, ami 1796 körül épült.[2]